# مرمن
المُرَمِّن  أو رامي الرُّمَّانات  كان في الأصل جنديًا متخصصًا، تم تأسيسه أولاً كدور متميز في منتصف القرن السابع عشر وحتى أواخر القرن السابع عشر، من أجل إلقاء القنابل اليدوية والعمليات الهجومية في بعض الأحيان. في ذلك الوقت تم اختيار رماة القنابل من أقوى وأكبر الجنود. بحلول القرن الثامن عشر، لم يعد إلقاء هذا النوع من القنابل اليدوية ذا صلة، ولكن كان لا يزال يتم اختيار رماة القنابل اليدوية لكونهم الجنود الأقوى جسديًا وسيؤديون إلى شن هجمات في ميدان المعركة.
اليوم، يستخدم المصطلح أيضًا لوصف جندي مسلح بقاذفة قنابل يدوية، وهو سلاح يطلق صواريخ من عيار كبير، وغالبًا برأس حربي متفجر أو دخان أو غاز. هؤلاء الجنود جزء من فريق إطلاق النار.